# Flughafen Memmingen
Flughafen Memmingen (officielt Allgäu Airport/Memmingen), også benævnt Memmingen Airport, München Vest (IATA: FMM, ICAO: EDJA), er en international lufthavn i byen Memmingerberg, Landkreis Unterallgäu, Schwaben, 4.5 km sydøst for centrum af byen Memmingen i delstaten Bayern, Tyskland. Der er 100 km til centrum af München. Den er med sine 629 meter over havets overflade den højest placerede offentlige lufthavn i landet.

## Historie

### Fliegerhorst Memmingerberg
Bygningen af lufthavnen startede i 1935 og den 18. oktober 1936 blev anlægget indviet som den militære Fliegerhorst Memmingerberg. Kort tid efter blev flyverregimentet "Edelweiß" udstationeret i lufthavnen, og med dem kom der Heinkel He 111, Dornier Do 17 og Junkers Ju 88 bombefly fra Luftwaffe til stedet. Kort tid efter starten af 2. verdenskrig flyttede de militære enheder til Frankrig. I krigens afslutning var der i kortere perioder placeret Messerschmitt Me 262 og Me 264 i Memmingerberg.
De Allierede bombede første gang lufthavnen den 18. marts 1944. Den 18. juli 1944 og den 20. juli 1944 var der mere alvorlige angreb der ødelagde den resterende del af infrastrukturen. Indtil krigens afslutning i 1945 var der to mindre angreb.
Efter krigen blev de resterende intakte bygninger benyttet midlertidigt krisecenter for fordrevne og hjemløse.
I 1954 flyttede U.S. Air Force ind på det ødelagte område, og året efter begyndte de genopbygningen af landingsbane, hangarer, og andet infrastruktur. I juni 1956 var lufthavnen igen operationsdygtig og amerikanerne etablerede en fly- og testskole i NATO regi med bl.a. Piper PA 18 og det franske Nord Noratlas fly. 3 år senere flyttede USA deres flyvende aktiviteter til Faßberg i Niedersachsen.
Fra 1959 til nedlæggelsen i 1993 havde "Jagdbombergeschwader 34 „Allgäu“" fra Luftwaffe deres hovedbase i lufthavnen. De benyttede til sidst Panavia Tornado fly.
Under hele Den kolde krig havde USA placeret atomvåben på stedet.

### Flughafen Memmingen / Allgäu
Efter at de sidste militære enheder flyttede i 1993, fik man den 9. juli 2004 licens til at drive kommercielle flyvninger fra lufthavnen.
5. august samme år annoncerede lufthavnen at den klar til at modtage civile flyvninger. På dette tidspunkt havde ingen flyselskaber vist interesse for at benytte lufthavnen.
De første kommercielle ruteflyvninger blev forsøgt under Europas største teknologimesse i Hannover i 2005, men mangel på efterspørgsel gjorde eventyret kortvarigt.
Et senere forsøg med at etablere ruter til Dortmund og Rostock fra 27. august 2006 kuldsejlede da flyselskabet Dauair gik konkurs inden første afgang. Dortmund-baserede Luftfahrtgesellschaft Walter prøvede at gennemføre planerne på ruten til Dortmund, men lav kapacitet og få ugentlige afgange gjorde, at dette forsøg også mislykkedes efter 2 måneders drift, hvor kun 100 passagerer havde benyttet ruten.
Ved udgangen af juni 2005 bevilgede Landkreis Unterallgäu 480.000 €, og senere på året bevilgede byen Memmingen 200.000 €. Disse penge skulle bruges til en ny terminal der skulle bygges i en gammel hangar, ligesom en fordobling af parkeringsarealerne skulle realiseres. I 2007 blev det godkendt af EU, at delstaten Bayern måtte yde 7.5 millioner € til projektet, som var endeligt færdiggjort i 2008.
TIUfly skulle stå for lufthavnens kommercielle gennembrud. Den 28. juni 2007 afgik flyselskabets første afgang fra Memmingen, efter at de havde valgt at udstationere to Boeing 737 og åbne en række ruter til udenlandske feriedestinationer. I maj 2009 åbnede Ryanair syv ruter med planer om to ruter mere senere på året. Wizz Air har også en rute fra lufthavnen og har planer om yderlige én.